# Typ CL-10
Die Baureihe CL-10 ist ein Mehrzweckschiffstyp der Howaldtswerke in Hamburg und Kiel.

## Geschichte
Die Baureihe wurde in den Jahren von 1977 bis 1980 in zwölf Einheiten und mehreren Ausführungen von den Werften Howaldtswerke Hamburg und Howaldtswerke-Deutsche Werft in Kiel gebaut, welche die Schiffe auch konzipierte. Alle Schiffe der Baureihe wurden von vier deutschen Reedereien geordert, Sloman Neptun und Jonny Wesch erhielten jeweils vier, H. M. Gehrckens und Peter Döhle je zwei Einheiten. Der Oberbegriff der Schiffsklasse rührt von den Kürzeln „CL“ für Container Liner und „10“ für die Tragfähigkeit von 10.000 Tonnen her. Die CL-10-Baureihe war als vielseitiges Charterlinienschiff mit achtern angeordneten Aufbauten und achtern liegender Maschine konzipiert. Alle Laderäume liegen vorne und sind mit einem Zwischendeck versehen. Sie werden mit hydraulischen Faltlukendeckeln verschlossen. Außer zum Transport von Containern und Stückgütern sind die Schiffe auch für den Transport von Massenstückgütern und trockenen Massengutladungen geeignet.
Innerhalb der Bauserie gab es drei Varianten:
- Die Basisvariante CL-10 (10.000 tdw) besaß als Volldecker 10.000 Tonnen und als Freidecker 7200 Tonnen Tragfähigkeit. Sie hatte drei Laderäume und fünf Mastkräne, von denen zwei als drehbare Doppelkräne mit 18/36 Tonnen Tragkraft ausgeführt waren. Als Motoren kamen Viertaktdiesel der Typen MaK 12Mu551AK mit 5884 kW Leistung beziehungsweise MaK 6Mu601AK mit 8000 PS Leistung zum Einsatz.
- Die Variante CL-10 (13.000 tdw) besaß als Volldecker 13.000 Tonnen und als Freidecker 10.000 Tonnen Tragfähigkeit. Die Döhle-Schiffe glichen dabei konstruktiv weitestgehend der Basisvariante und nutzten eine andere Bemessung von Freibord und Tiefgang, die Sloman-Schiffe hatten darüber hinaus auch ein anderes Layout mit vier Laderäumen und sieben Mastkränen, von denen drei als drehbare Doppelkräne mit 18/36 Tonnen Tragkraft ausgeführt waren. Für alle vier Schiffe wurde der Hauptmotorentyp MaK 8Mu601AK mit 7355 kW Leistung verwendet.
- Die Schiffe der Variante CL-10-2L besaß als Volldecker ebenfalls 10.000 Tonnen Tragfähigkeit. Sie hatte zwei Laderäume und einen mittig angeordneten Stülcken-Schwergutbaum mit einer Kapazität von 180 Tonnen. Zusätzlich war an Backbord für jeden der beiden Laderäume ein Gemini-Kran mit 16/32 Tonnen Hubvermögen verbaut. Diese Schiffe erhielten einen Hauptmotor des Typs MAN K6SZ52/105 BL mit einer Leistung von 7200 PS.

## Die Schiffe (Auswahl)
| Bauname                | Bauwerft/ Baunummer | IMO-Nummer | Ausführung         | Ablieferung | Auftraggeber    | Umbenennungen und Verbleib |
| ---------------------- | ------------------- | ---------- | ------------------ | ----------- | --------------- | --- |
| Sloman Nereus          | HDW, Hamburg/123    | 7619317    | CL-10 (10.000 tdw) | 1977        | Sloman Neptun   | 1978 Carol Nereus, 1979 Sloman Nereus, 1980 Tabuco, 1981 Sloman Nereus, 1986 Alcor, 1988 Sucre, 1990 Alcor, 1990 Cordillera, 1994 Jaya Venus 2003 Bumi Jaya, seit 9. Oktober 2005 als verunfallt oder in Reparatur gemeldet und seit Mai 2007 ohne Klasse                                                                                                |
| Sloman Najade          | HDW, Hamburg/124    | 7619305    | CL-10 (10.000 tdw) | 1978        | Sloman Neptun   | 1986 Alioth, 1991 Condor I, 1992 Elqui, 1993 Nacional Chile, 1995 Condor, am 7. August 2001 im letzten Anlaufhafen Talcahuano eingetroffen und ab Dezember 2001 in Peru verschrottet |
| Steinhöft/Gongola Hope | HDW, Kiel/114       | 7619329    | CL-10 (10.000 tdw) | 1978        | H. M. Gehrckens | 1979 Steinhöft, 1981 Elma Seis, 1982 Steinhöft, 1986 Isla Bartolome, 1990 Atair, 1990 Copihue, ab 5. Januar 2011 verschrottet |
| Stubbenhuk             | HDW, Kiel/115       | 7619331    | CL-10 (10.000 tdw) | 1978        | H. M. Gehrckens | 1987 Belgrano, 1987 EA Success, 1987 Belgrano, 2000 Cypriot Wave, 2001 Sea Express, 2007 Bayburt 5, 2008 Delphin, Abbruch ab 14. Februar 2011 in Alang |
| Carolina               | HDW, Hamburg/116    | 7636937    | CL-10 (13.000 tdw) | 1978        | Peter Döhle     | 1979 Tielbank, 1981 Carolina, 1983 Auvergne, 1984 Carolina, 1986 Carolina D., 1991 Genius, 1993 Equator Emerald, 1996 Buana Sinar, 2002 Gileong, 2003 Gee Hong, 2008 Doja Hanem, 2008 Hunter, 2010 Nehad D., ab 20. Juli 2011 verschrottet |
| Charlotta              | HDW, Hamburg/117    | 7636949    | CL-10 (13.000 tdw) | 1978        | Peter Döhle     | 1979 Testbank, 1981 Charlotta, 1986 Lloyd Recife, 1987 Charlotta, 1994 Sri Manee, 1996 Sea Bright, ab 2. Februar 2006 verschrottet |
| Sloman Mercur          | HDW, Kiel/127       | 7707671    | CL-10 (13.000 tdw) | 1979        | Sloman Neptun   | 1979 Carol Mercur, 1980 Sloman Mercur, 1984 Woermann Mercur, 1988 Sloman Mercur, 1988 Green Ridge, 2000 Lautan Arafura, 2011 Uta, ab 18. Februar 2011 verschrottet |
| Sloman Mira            | HDW, Kiel/128       | 7707683    | CL-10 (13.000 tdw) | 1980        | Sloman Neptun   | 1984 Woermann Mira, 1984 Green Wave, 2003 Al Mansourah, ab 23. Dezember 2008 in Alang verschrottet |
| Jonny Wesch            | HDW, Kiel/151       | 7904865    | CL-10-2L           | 1980        | Jonny Wesch     | 1983 Bretagne, 1986 Stinnes Mistral, 1986 Mistral, 1988 An Wu Jiang, ab 20. Juni 2011 abgebrochen |
| Tynebank               | HDW, Kiel/152       | 7812701    | CL-10-2L           | 1979        | Jonny Wesch     | 1980 Sandra Wesch, 1981 Ville De Sandra, 1982 Sandra Wesch, 1986 Adrian, 1987 Maersk Marco, 1989 Maersk Santo, 1991 Adrian, 1992 Nacional Vitoria, 1992 Adrian, 1992 Maersk Med Primo, 1993 Adrian, 1996 Sea Ranger, 1998 ATL Ranger, 1999 GGE Ranger, 2001 SITC Osaka, 2003 Yong Yue No.6, 2006 Challenger III, 2006 Yara, ab 17. Mai 2007 verschrottet |
| Christian Wesch        | HDW, Kiel/153       | 7812713    | CL-10-2L           | 1980        | Jonny Wesch     | - |
| Magdalena Wesch        | HDW, Kiel/154       | 7904877    | CL-10-2L           | 1980        | Jonny Wesch     | - |